# 8355 Masuo
8355 Masuo è un asteroide areosecante. Scoperto nel 1989, presenta un'orbita caratterizzata da un semiasse maggiore pari a 2,3354832 UA e da un'eccentricità di 0,2890885, inclinata di 7,70982° rispetto all'eclittica.